# Hoplophractis heptachalca
Hoplophractis heptachalca är en fjärilsart som beskrevs av Edward Meyrick 1920. Hoplophractis heptachalca ingår i släktet Hoplophractis och familjen Brachodidae. Inga underarter finns listade i Catalogue of Life.